# Avranville
Avranville ist eine französische Gemeinde im Département Vosges in der Region Grand Est (vor 2016 Lothringen). Sie gehört zum Arrondissement Neufchâteau und zum Kanton Neufchâteau.

## Geografie
Die Gemeinde Avranville liegt an der Grenze zum Département Meuse, 17 Kilometer nordwestlich von Neufchâteau. Das Gemeindegebiet gehört zum Einzugsgebiet der Marne. Die angrenzenden Gemeinden sind Dainville-Bertheléville im Nordwesten und Norden, Vaudeville-le-Haut im Nordosten, Chermisey im Osten, Midrevaux im Süden und Grand im Südwesten. Die Bewohner nennen sich Avranvillois(es).

## Bevölkerungsentwicklung
| Jahr                       | 1962 | 1968 | 1975 | 1982 | 1990 | 1999 | 2008 | 2020 |
| Einwohner                  | 98   | 90   | 73   | 78   | 85   | 68   | 77   | 69   |
| Quellen: Cassini und INSEE |      |      |      |      |      |      |      |      |

## Sehenswürdigkeiten
- Mariä Geburt-Kirche (Église de la Nativité-de-Notre-Dame)
- Flurkreuz
- drei Brunnen

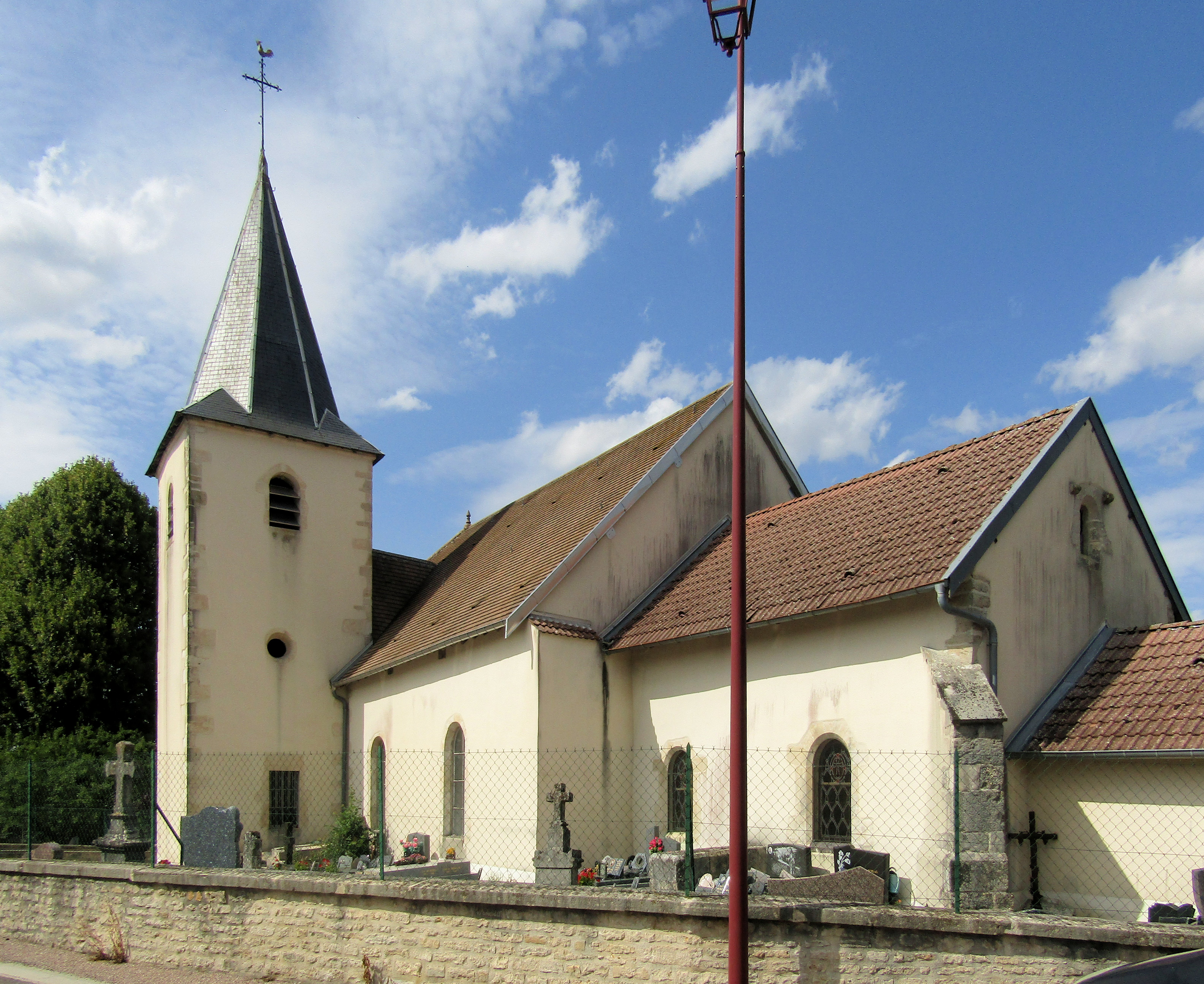
Kirche Mariä Geburt
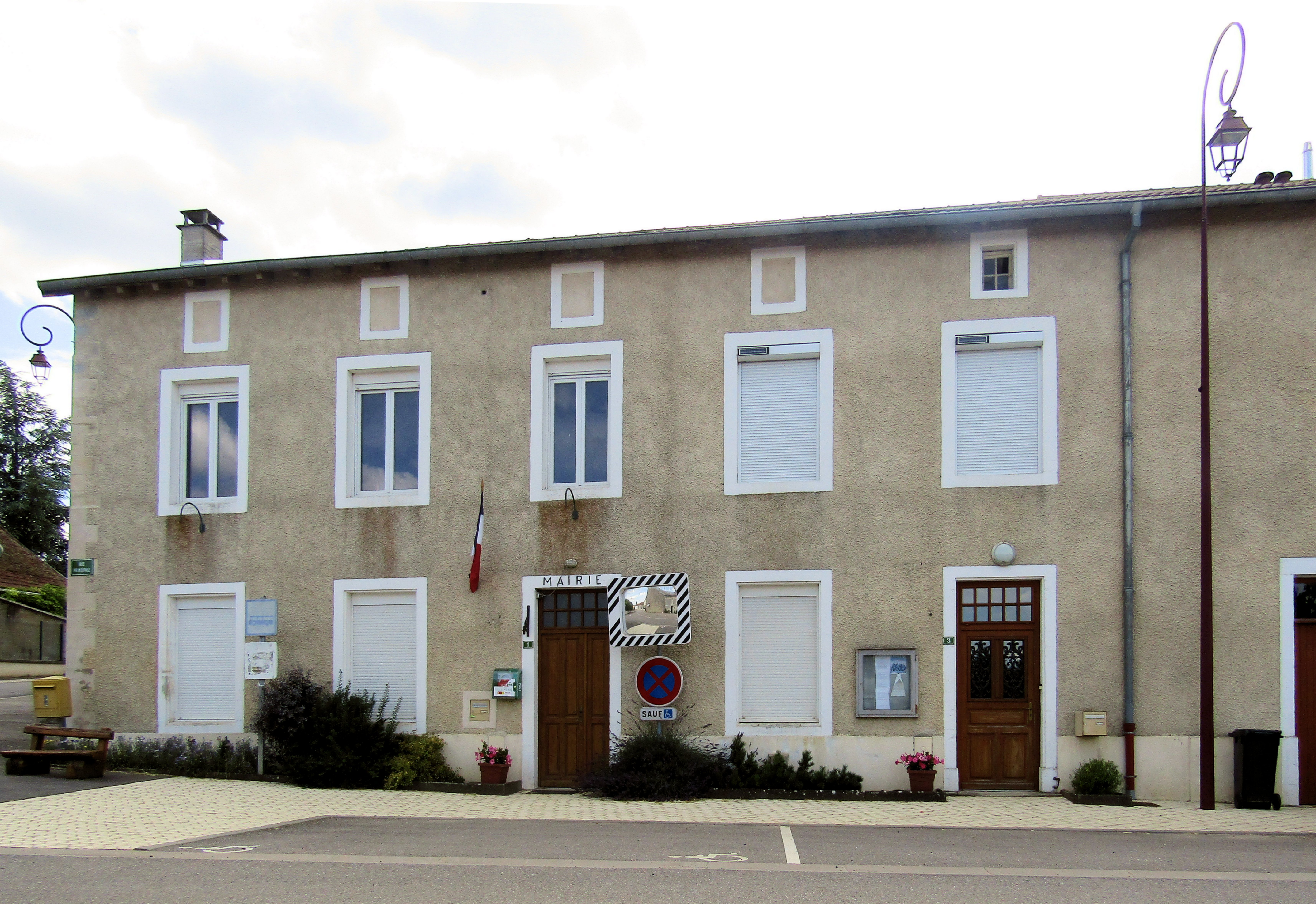
Rathaus (mairie)